# Totoya
Totoya ist eine zu Fidschi gehörende Insel vulkanischen Ursprungs. Sie liegt im Südosten des Inselstaates und gehört zu den Moaloa Islands, einer südwestlichen Untergruppe der Lau-Inseln. Sie weist eine Landfläche von 28 km² auf. Die höchste Erhebung liegt 348 m über dem Meeresspiegel. Die Insel hat einen hufeisenförmigen Grundriss, mit der Öffnung im Süden, eine Caldera. Sie ist von einem Saumriff umgeben, das eine Lagune umschließt. Es handelt sich um eine Art Atoll im frühen Entwicklungsstadium. Im Süden befindet sich auch die wichtigsten Passagen durch das Saumriff, Ndaveta ni Sangga, sowie westlich davon Ndaveta Tambu.
Die Insel hat eine Bevölkerung von einigen hundert Bewohnern, die sich auf rund vier Dörfer verteilen: Der Hauptort Tovu (Dawaleka) sowie Ketei im Osten, Ndravuwalu (Dravuwalu) im Norden und Undu (Udu, mit einer Bevölkerung von 100 bis 150) im Südwesten. Der Hauptort Tovu wurde im Jahre 1800 von der Westseite (Navuli) auf die Ostseite der Insel umgesiedelt.
Ein fünftes Dorf, Vanuavatu, liegt auf der 81 km nordöstlich gelegenen Insel Vanua Vatu, die traditionell zu Totoya gehört, obwohl näher zu Lakeba gelegen.
Die Bewohner verdienen ihr Geld durch Verkauf von Kokosnüssen.